# 上総牛久駅
上総牛久駅（かずさうしくえき）は千葉県市原市牛久にある、小湊鉄道線の駅である。駅本屋は国の登録有形文化財に登録されている。

## 歴史
- 1925年（大正14年）3月7日：開業[2]。
- 2016年（平成28年）11月18日：駅本屋について、国の有形文化財（建造物）への登録が答申される[3][4]。
- 2017年（平成29年）5月2日：「小湊鉄道上総牛久駅本屋」として国の登録有形文化財に正式登録される[5]。

## 駅構造
2面3線のホームを有する地上駅。木造駅舎を有する。水洗式の公衆トイレが設置されている。
当駅を境に輸送量に大きな差が生じることから、五井方面からの列車の多くは当駅で折返し、上総中野方面の列車本数は激減する。
夜間滞泊があり、1番線に1本（1両）、2番線と3番線にそれぞれ2本（ともに2両）の計5本が留置される。

### のりば
| 番線 | 路線        | 方向 | 行先         | 備考     |
| ---- | ----------- | ---- | ------------ | -------- |
| 1    | ■小湊鉄道線 | 上り | 五井方面     | 一部始発 |
| 2    | ■小湊鉄道線 | 下り | 上総中野方面 |          |
| 3    | ■小湊鉄道線 | 上り | 五井方面     | 始発列車 |

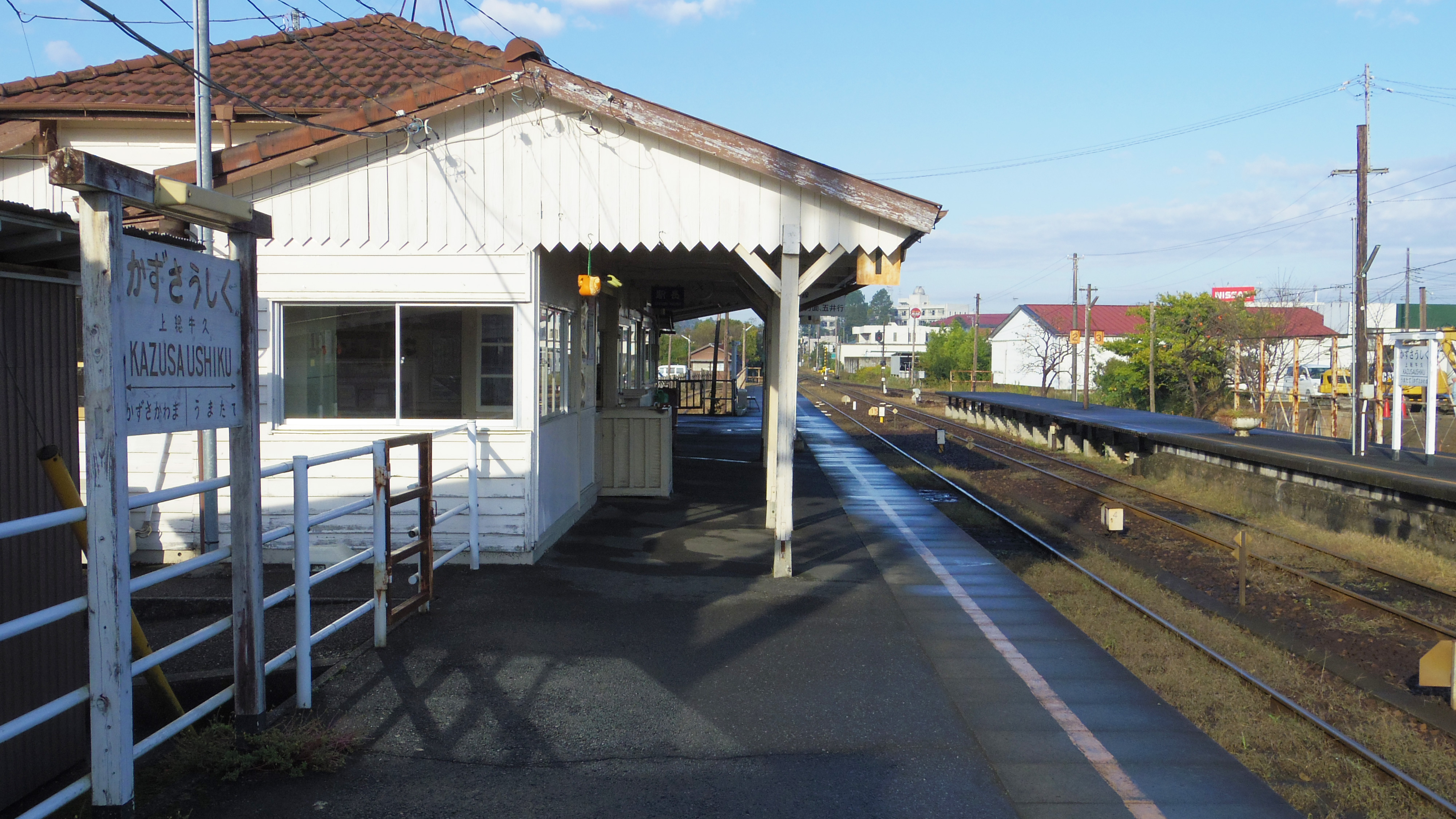
1番線ホーム（2015年11月）
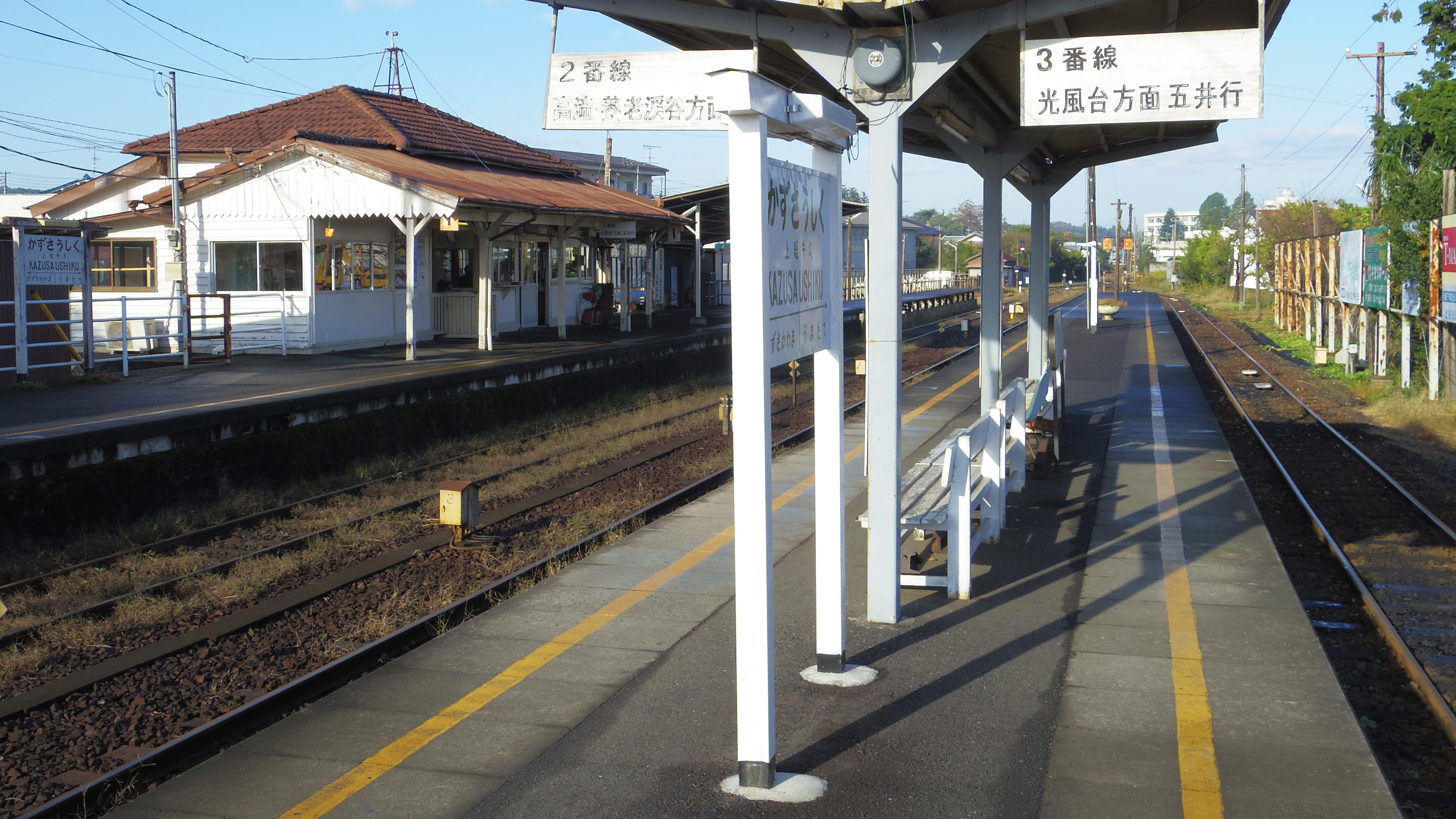
2・3番線ホーム（2015年11月）
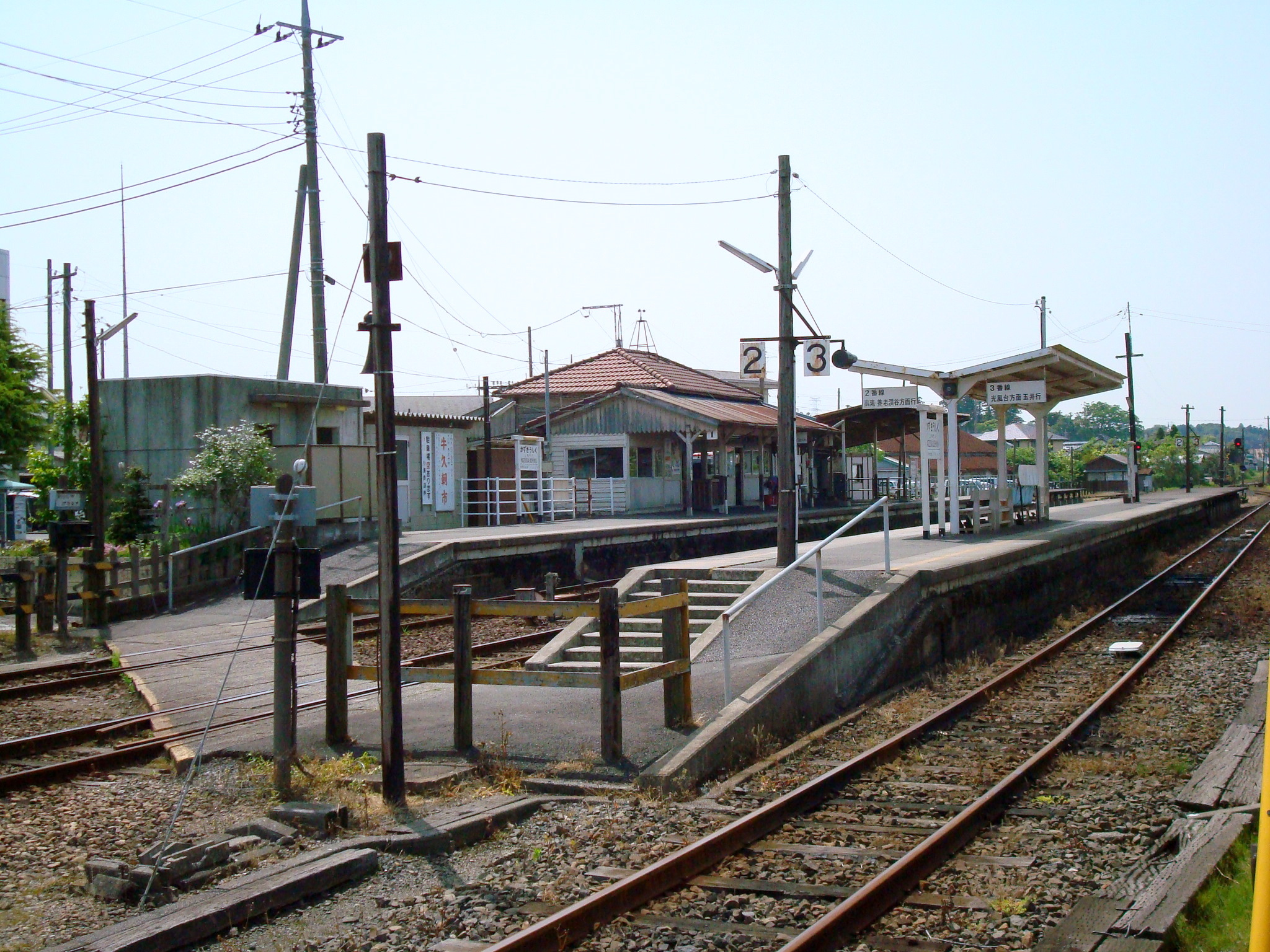
構内踏切（2008年5月）

## 利用状況
2021年度の1日平均乗車人員は352人である。
近年の一日平均乗車人員推移は下表の通り。
| 乗車人員推移       | 乗車人員推移      | 乗車人員推移 |
| 年度               | 一日平均 乗車人員 | 備考         |
| ------------------ | ----------------- | ------------ |
| 1987年（昭和62年） | 1263              | [ * 2 ]      |
| 2007年（平成19年） | 757               | [ * 3 ]      |
| 2008年（平成20年） | 750               | [ * 4 ]      |
| 2009年（平成21年） | 685               | [ * 5 ]      |
| 2010年（平成22年） | 687               | [ * 6 ]      |
| 2011年（平成23年） | 668               | [ * 7 ]      |
| 2012年（平成24年） | 655               | [ * 8 ]      |
| 2013年（平成25年） | 606               | [ * 9 ]      |
| 2014年（平成26年） | 584               | [ * 10 ]     |
| 2015年（平成27年） | 573               | [ * 11 ]     |
| 2016年（平成28年） | 684               | [ * 12 ]     |
| 2017年（平成29年） | 613               | [ * 13 ]     |
| 2018年（平成30年） | 560               | [ * 14 ]     |
| 2019年（令和元年） | 515               | [ * 15 ]     |
| 2020年（令和02年） | 376               | [ * 16 ]     |
| 2021年（令和03年） | 352               | [ * 1 ]      |

## 駅周辺

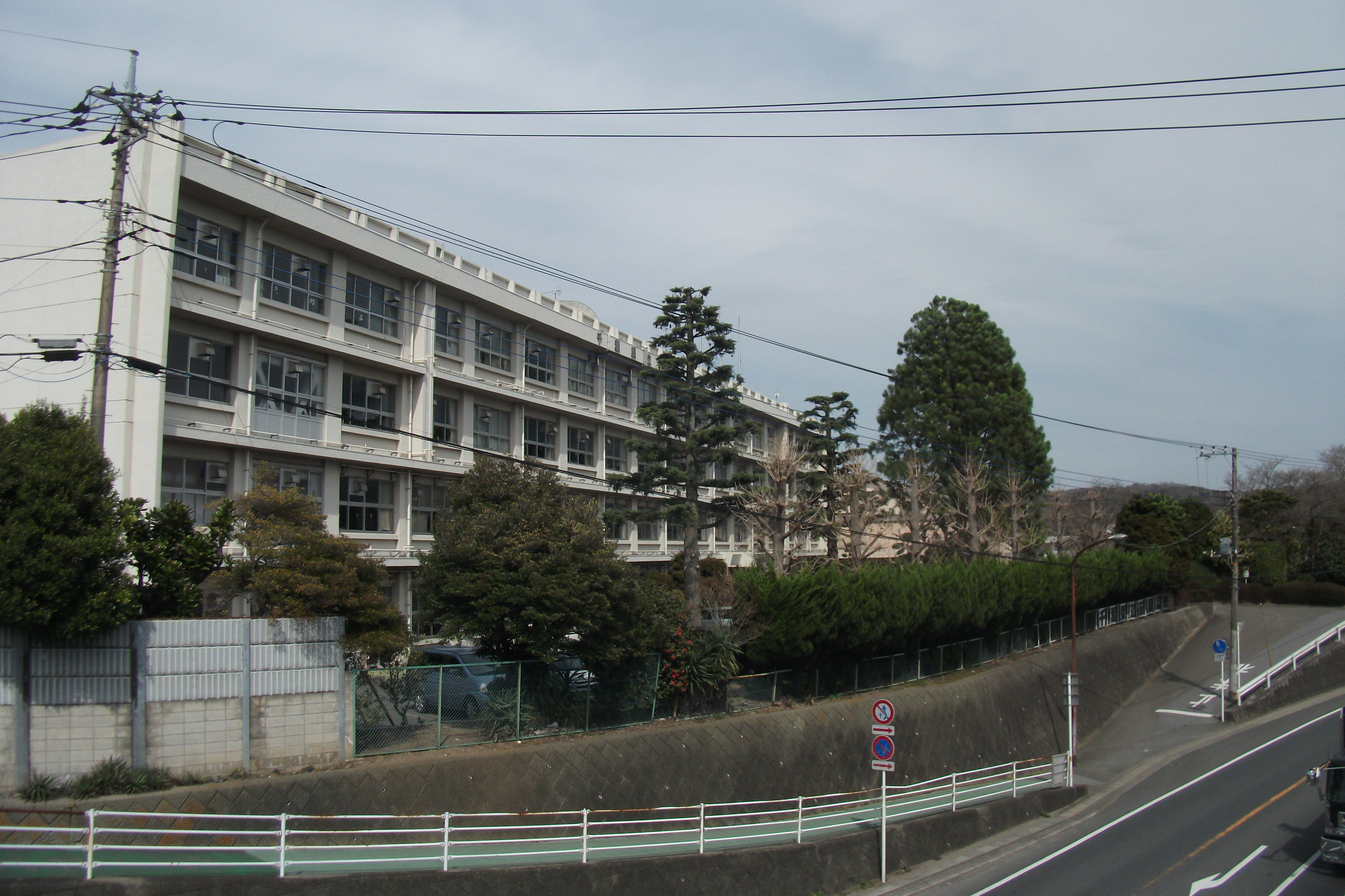
千葉県立市原高等学校

旧南総町地区の中心部であり、古くからの商店街が立ち並ぶ。毎月3と8のつく日（3日・8日・13日・18日・23日・28日）の8時から12時には、朝市（牛久の朝市）が開催される。
- 国道297号
- 国道409号
- 千葉県道81号市原天津小湊線
- 千葉県立市原高等学校
- 市原市立南総中学校
- 市原市立牛久小学校
- 市原市役所 南総支所
- 市原市南総公民館
- 市原市消防局南総消防署
- 市原警察署南総幹部交番
- 市原市農業協同組合 南総支店
- 市原牛久郵便局
- 千葉銀行 牛久支店
- 千葉信用金庫 牛久支店
- Tマートスーパータカハシ
- クリエイトSD 市原牛久店
- ファッションストア ミヤマ 牛久店
- 南総運動広場野球場
- 丸山公園（丸山城跡）

## バス路線
駅前の「牛久駅」停留所より小湊鉄道バスの路線が発着する（小湊鉄道長南営業所参照）。
- 長南営業所、茂原駅南口方面
- 循環器病センター、市原鶴舞バスターミナル、大多喜車庫方面

この他、駅北東の国道297号沿いに市原市コミュニティバスコスモス南総の「T・マート前」停留所が設置されており、牛久駅乗換口とされている。
かつては、東京湾アクアライン経由の高速バス茂原 - 羽田空港・横浜線が牛久駅を経由していたが、2013年4月28日の圏央道開通に伴う経路変更で当停留所は経由しなくなった。

## 隣の駅
小湊鉄道
■小湊鉄道線
- 里山トロッコ停車駅

馬立駅 - *佐是駅 - 上総牛久駅 - 上総川間駅
*打消線は廃駅（1944年廃止）